# Hallesche Marktplatzverwerfung
Die Hallesche Marktplatzverwerfung (auch als Halle-Störung oder Hallesche Störung bezeichnet) ist eine nordwest-südost-streichende, nach Nordosten einfallende tektonische Hauptstörung in Mitteldeutschland, die die Merseburger Scholle im Südwesten von der Halle-Wittenberger Scholle im Nordosten trennt und dabei unter anderem den Marktplatz der Stadt Halle (Saale) quert. Dort verläuft sie zwischen Ratshof, Händeldenkmal und Marktkirche. Dies bildet eine für eine Großstadt in Deutschland einmalige Situation.

## Geologie

### Allgemeines
Das nordwest-südost (herzynische) Streichen der Verwerfung legt nahe, dass sie bereits variszisch, also im Oberkarbon (vor ca. 300 Millionen Jahren), angelegt wurde. Plattentektonische Ereignisse im späten Jura, mit Höhepunkt in der Kreide vor mehr als 65 Millionen Jahren, führten zu einer Reaktivierung unter anderem auch der Halleschen Störung. Im Stadtgebiet von Halle wurde die nordöstlich gelegene Scholle (Halle-Wittenberger Scholle) gegen die südwestliche Scholle (Merseburger Scholle, strukturell Teil des Thüringer Beckens) um 600, örtlich um bis zu 1500 m, aufgeschoben. Dies geschah nicht plötzlich, sondern vielmehr über einen Zeitraum von ungefähr 30 Millionen Jahren, vermutlich verbunden mit zahlreichen Erdbeben. Außerhalb des Stadtgebietes von Halle geht die Verwerfung sowohl nach Nordwesten als auch nach Südosten in eine zum Teil bis zu mehrere hundert Meter breite Störungszone (Staffelbruch) über, wobei sich auch der Versatzbetrag mit zunehmendem Abstand zur Stadt sukzessive verringert. Im Raum Großkugel sind es nurmehr 20 m. Von der Verwerfung geht heute keine Erdbebengefahr mehr aus.
Die Hebung der Halle-Wittenberger Scholle nordöstlich der Störung führte zur erosiven  Freilegung einst von mesozoischen Schichten überlagerter rotliegendzeitlicher „Porphyre“ und Molassesedimente der Saale-Senke, die heute aber größtenteils von geringmächtigen känozoischen Sedimenten überdeckt sind.
Die Merseburger Scholle südöstlich der Störung wurde weniger stark bzw. relativ zur nordöstlichen gar nicht gehoben und war deshalb weit weniger von Erosion betroffen. Hier sind daher mesozoische Gesteine des Buntsandsteins und Muschelkalks (Trias) erhalten, liegen aber größtenteils ebenfalls unterhalb geringmächtiger känozoischer Sedimente.

### Solequellen

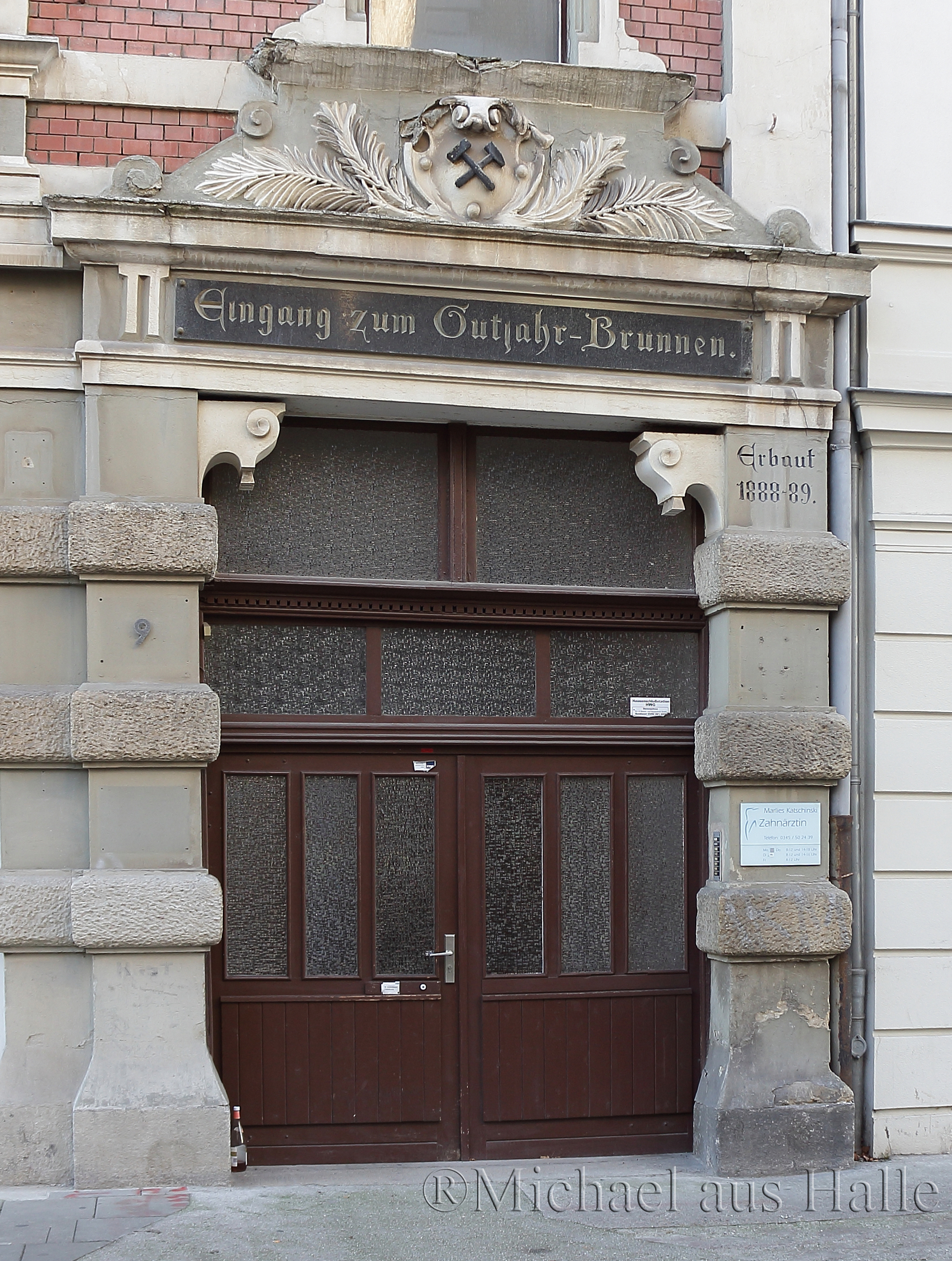
Eingang zum Gutjahr-Brunnen, Nähe Hallmarkt

Nahe der Störung sind die Schichten der Merseburger Scholle angeschleppt. Das heißt, sie sind durch die Bewegung an der Störungsfläche aufwärts gebogen. Dadurch beißen die Schichten der Zechsteinserie, die eigentlich mehrere hundert Meter tief unter dem Mesozoikum der Merseburger Scholle lagern, in einem schmalen Streifen an der Erdoberfläche aus. Sie bestehen im Stadtgebiet von Halle an und nahe der Oberfläche aus einem sehr mürben Residualgestein, einem Dolomitgrus, das zum einen aus der tektonischen Beanspruchung an der Störung und zum anderen aus der Ablaugung eines Großteils der zumeist relativ leicht wasserlöslichen Sedimentgesteine der Zechsteinserie durch einsickerndes Oberflächenwasser hervorgegangen ist. In der Tiefe und nach Südwesten, mit zunehmendem Abstand zur Störung, gehen sie in festes Dolomit- und Anhydrit- bzw. Gipsgestein sowie Steinsalz über.
Da Teile der Zechstein-Schichten aus sehr leicht löslichem Steinsalz bestehen, ist das Tiefengrundwasser, das in diesen Schichten zirkuliert, stark salzhaltig (Sole). Der im Gegensatz zum Gips deutlich porösere und wasserdurchlässigere (permeablere) Zechsteindolomit fungiert als Hauptleiter für die Sole und leitet sie bis zur Störung, wo sie im Stadtgebiet von Halle am Ausbiss des Zechsteins bis dicht unter die Erdoberfläche aufdringt.

## Lage und Verlauf innerhalb der Stadt
Auf der Merseburger Scholle liegen die Stadtteile Neustadt, Südstadt und Silberhöhe. Das Paulus- und Mühlwegviertel, große Teile der Altstadt und Halle-Ost liegen auf der Halle-Wittenberger Scholle. Im Stadtzentrum verläuft die Verwerfung quer über den Marktplatz. Das leicht schief stehende westliche Turmpaar der Marktkirche St. Marien wird auf schwierige Gründungsverhältnisse zurückgeführt, da infolge der Verwerfung unterschiedliche Bodenverhältnisse vorhanden sind.

## Bedeutung für die Stadtentwicklung
Die größte Bedeutung für die Stadt hat die Hallesche Störung hinsichtlich der speziellen geologischen Situation, die sie im Stadtgebiet geschaffen hat, und die zur Entstehung der Solequellen führte. Die vier ältesten, historisch belegbaren Solebrunnen (Gutjahr-, Meteritz- und Hackeborn sowie Deutscher Born) liegen oder lagen allesamt im heutigen Stadtzentrum in der Nähe der Verwerfung. Die Salzgewinnung in den Salinen war vor allem im Mittelalter von erheblicher wirtschaftlicher Bedeutung und gilt als Ursprung für den Namen der Stadt (siehe auch → Geschichte der Saline in Halle).

## Besichtigung mittels Geoskop

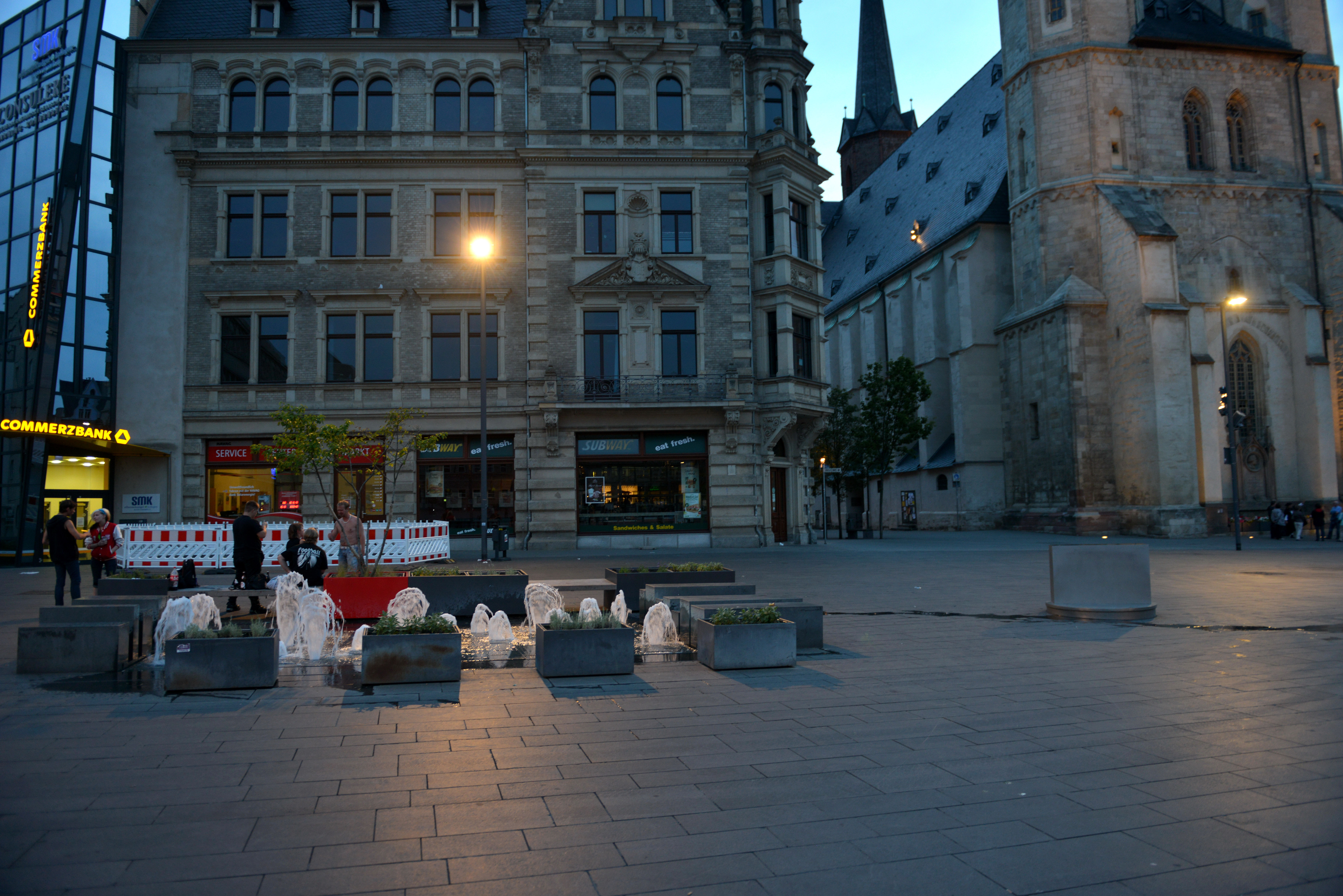
Westseite des Marktplatzes am Ausgang zur Straße An der Marienkirche, mit dem Goldsole-Brunnen links und dem Geoskop rechts (vor der Kirche)

Im Rahmen des Marktplatzumbaus bis 2006 wurde an der Westseite des Platzes nahe der Marktkirche ein „Geoskop“ geschaffen. Es handelt sich dabei um einen Edelstahlkasten über einer mehreren Meter tiefen Schachtung. Durch den Glasdeckel des Kastens hindurch können interessierte Passanten den Verlauf der Verwerfung über eine Länge von einigen Metern unterirdisch betrachten. Das Geoskop befindet sich in unmittelbarer Nachbarschaft des Goldsole-Brunnens, eines ebenfalls 2006 eingeweihten Wasserspiels, das die einst so bedeutenden Solequellen symbolisiert.